# Veterokhamaren
Der Veterokhamaren (russisch Скала Ветерок Skala Weterok, deutsch ‚Weterokfelsen‘, englisch Veterok Rock) ist ein Felsvorsprung im ostantarktischen Königin-Maud-Land. In der Payergruppe der Hoelfjella ragt er unmittelbar nördlich des Gebirgskamms Spraglegga auf.
Norwegische Kartographen kartierten ihn anhand von Vermessungen und Luftaufnahmen der Dritten Norwegischen Antarktisexpedition (1956–1960). Teilnehmer einer sowjetischen Antarktisexpedition (1960–1961) kartierten ihn erneut. Sowjetische Wissenschaftler benannten ihn schließlich nach Weterok (russisch für Brise), einer von zwei Hunden der sowjetischen Raummission Kosmos 110 im Jahr 1966. Diese Benennung wurde später ins Norwegische und Englische übertragen.